# Kárpátaljai Magyar Cserkészszövetség
A Kárpátaljai Magyar Cserkésszövetség mai formájában 1991. december 15-én alakult meg Munkácson.

## Története
A területen a magyar cserkészet kezdetei 1912-ig, a Magyar Cserkészszövetség megalakulásáig nyúlnak vissza. A trianoni békeszerződés következtében Magyarországról leszakadt országrészekben a két világháború közötti időszakban eleinte a Csehszlovákiai Cserkészszövetség tagjaként működhettek a magyar cserkészek, majd 1926-ban Robert Baden-Powell közvetlen közbenjárására külön alosztályt alkothattak azon belül. 1940-ben ismét a Magyar Cserkésszövetség tagjai lettek az itteni cserkészek, de a második világháború után, a kelet-európai kommunista diktatúrák kialakulását követően, a cserkészetet Kárpátalján is felszámolták, helyét az úttörőmozgalom vette át. Az újjáalakulásra a Szovjetunió felbomlásának idején került sor.